# St. Josef (Weiden in der Oberpfalz)
Die römisch-katholische Stadtpfarrkirche St. Josef ist die größte Kirche der Stadt Weiden in der Oberpfalz im Bistum Regensburg.
St. Josef gilt als der größte Kirchenbau des Bistums Regensburg aus nachmittelalterlicher Zeit. Der Baukörper in Form einer neoromanischen Basilika wurde in den Jahren 1899 bis 1901 in nur 18 Monaten errichtet. Durch die einige Jahre nachher geschaffene Ausmalung und die Innenausstattung, welche dem Jugendstil angehören, stellt St. Josef eine der bedeutendsten und größten Jugendstilkirchen Bayerns dar.

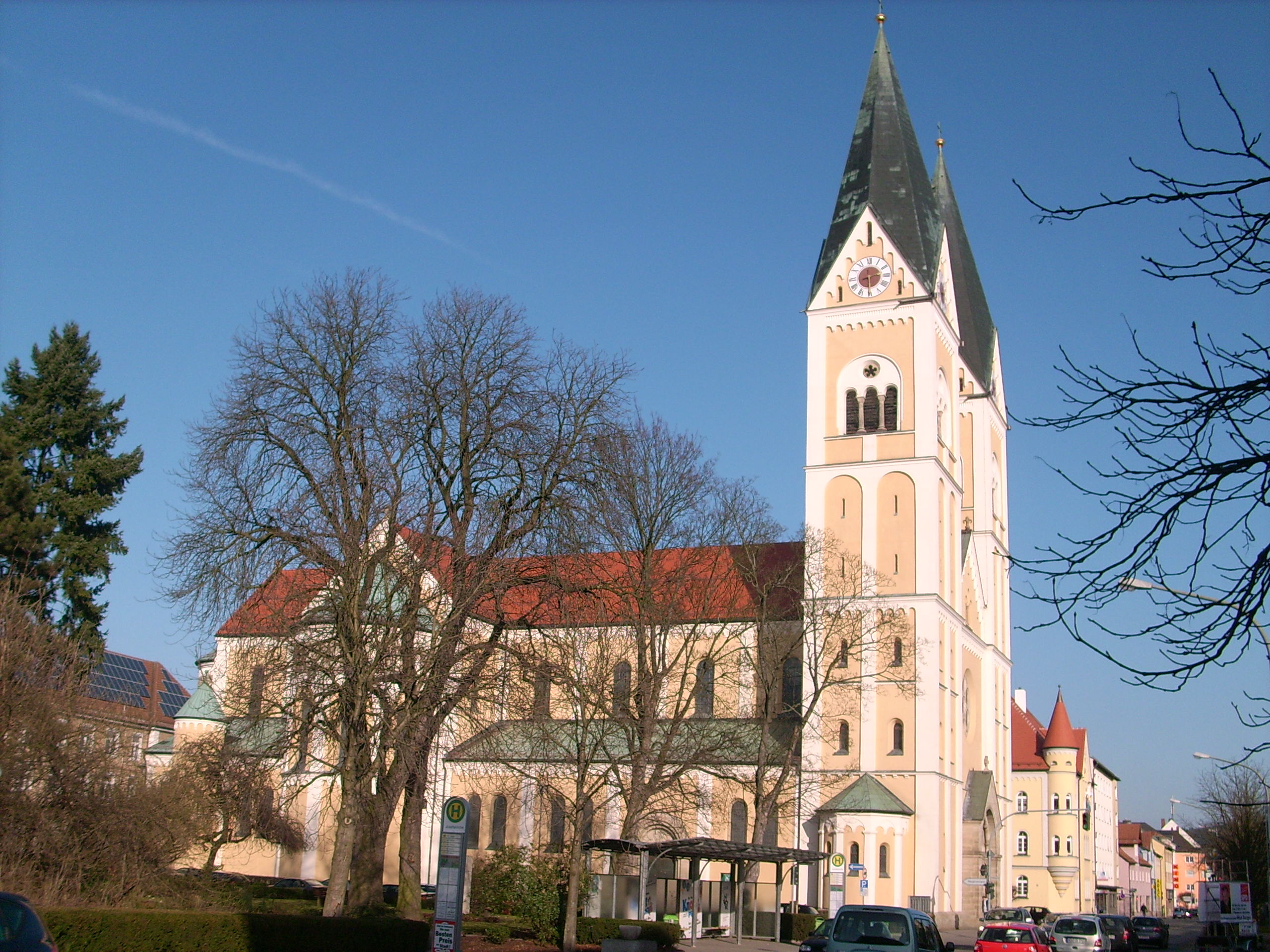
Außenansicht Bürgermeister-Prechtl-Straße

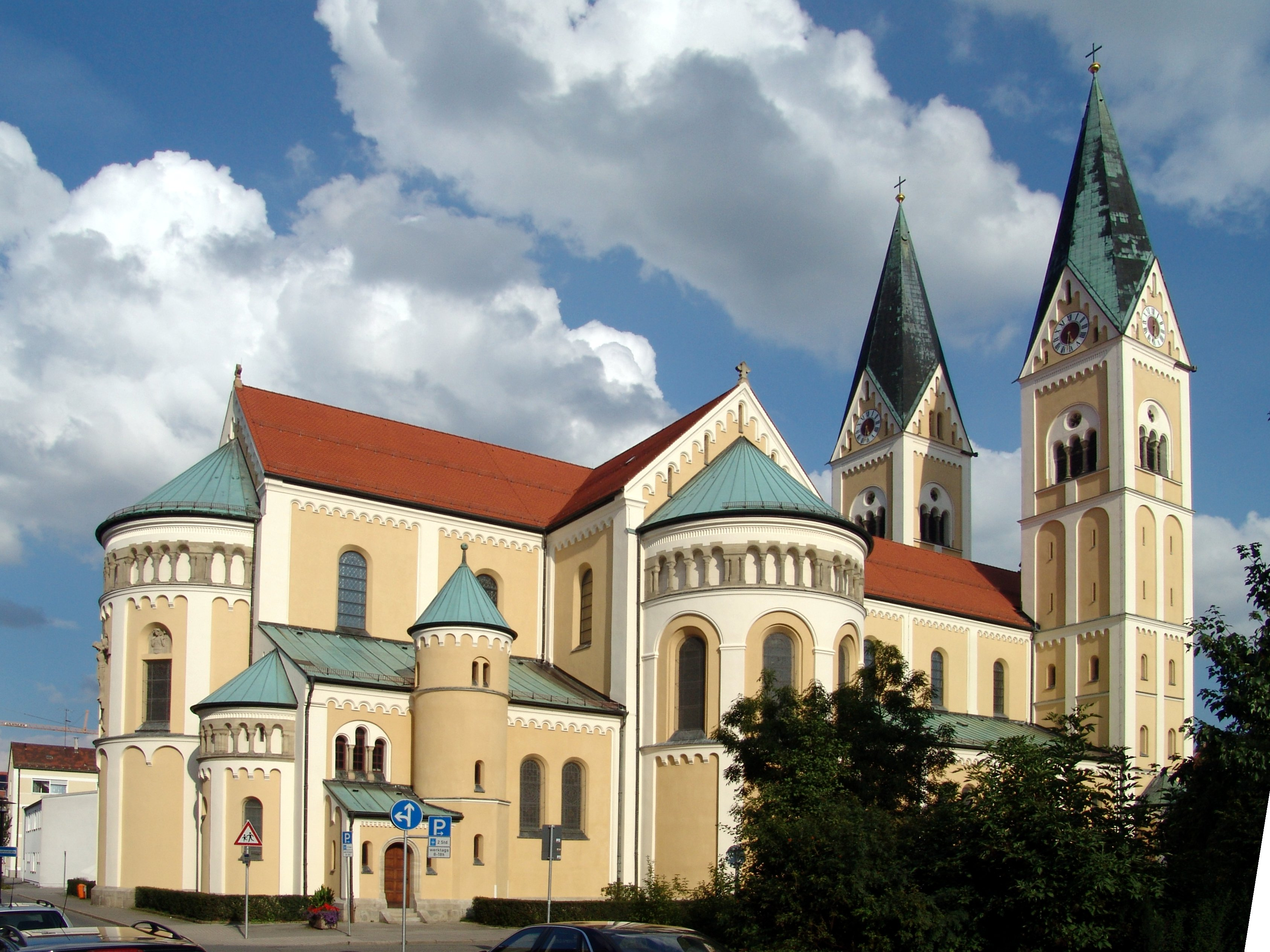
Seitenansicht Westseite

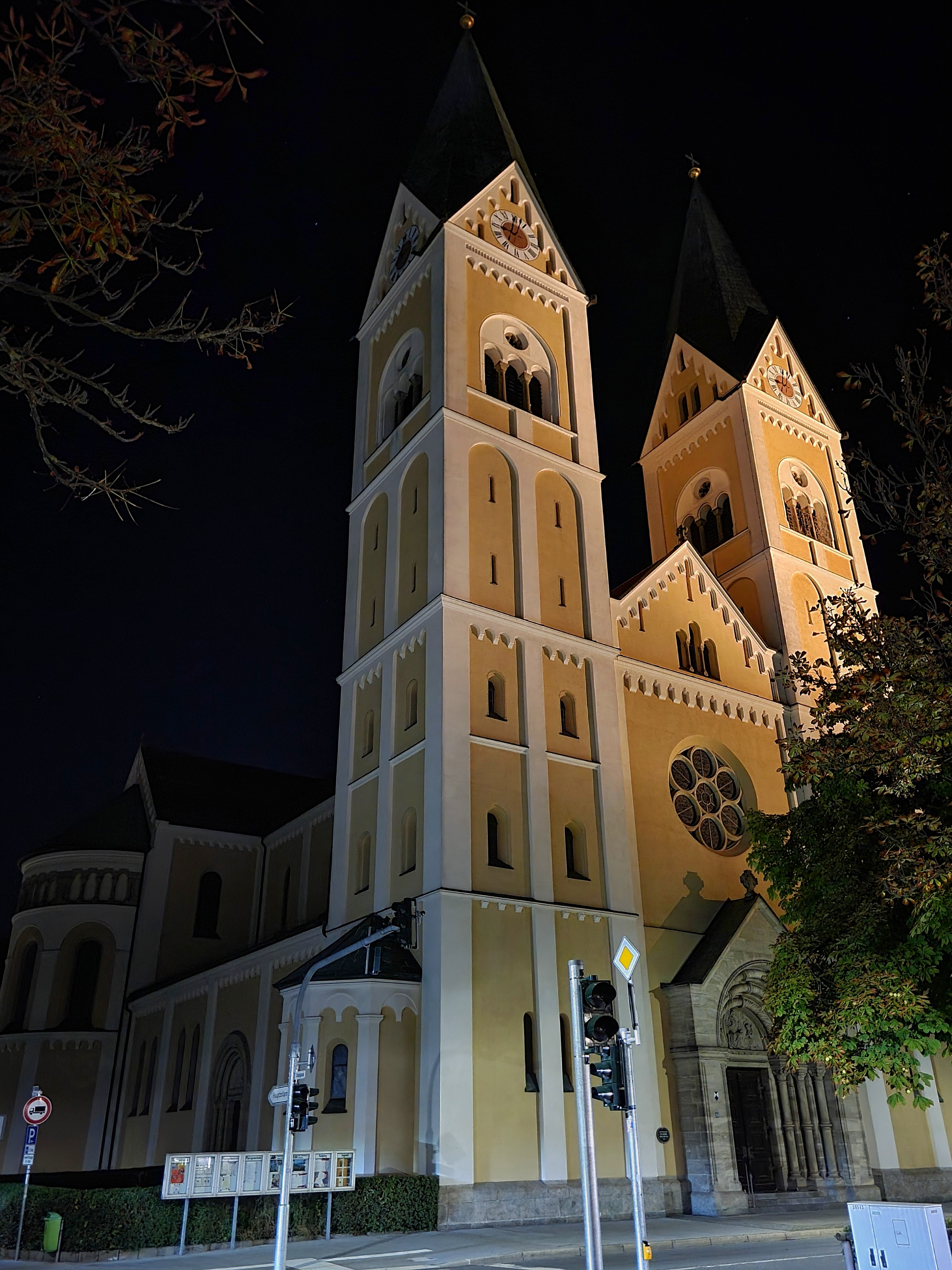
Fassade bei Nacht

## Pfarrkirche
Vom 4. März 1656 bis zum 31. Juli 1899 gab es in Weiden das Simultaneum. Katholiken und Protestanten benutzten gemeinsam die St.-Michaels-Kirche, wodurch immer wieder Schwierigkeiten entstanden. Der sprunghafte Anstieg der Bevölkerung in der zweiten Hälfte des 19. Jahrhunderts verlangte eine Lösung dieser Probleme. 1871 zählte die Stadt noch 3670 Einwohner, 1890 waren es 5818 und 1900 bereits 9959. Dabei verschob sich das Verhältnis der Katholiken gegenüber den Protestanten von 50 Prozent im Jahr 1863 auf 75 Prozent im Jahr 1900. So wurde für die katholische Gemeinde die St.-Michaels-Kirche zu klein und man entschied sich zum Neubau eines eigenen katholischen Gotteshauses. Am 11. November 1900 konnte die neue Kirche geweiht werden, dieses Datum sieht man als den Anfang der neuen Mutterpfarrei St. Josef an. Von dieser Pfarrei wurden bis 1954 die Pfarreien Herz Jesu (1922), St. Konrad (1934), St. Elisabeth (1954/55) abgetrennt.

## Baugeschichte

### Neuromanische Anlage
Nach dem Entschluss zur Auflösung des Simultaneums in Weiden erwogen zunächst die Verantwortlichen eine Erweiterung der alten Pfarrkirche St. Michael, aber ein Gutachten vom 10. März 1896 des sachverständigen Domvikars Georg Dengler aus Regensburg verwarf dieses Vorhaben aus statischen und künstlerischen Erwägungen. Daraufhin entschloss man sich zu einem Neubau und überließ die bisherige Pfarrkirche gegen eine Entschädigung von 100.000 Mark der evangelischen Gemeinde.
Der Entwurf für den Kirchenneubau stammte von dem Münchner Architekten Johann Baptist Schott, der in Bayern zu den meistbeschäftigten Kirchenbaumeistern des späten Historismus gehörte. Durch den Einsatz von Stadtpfarrer Max Josef Söllner konnte im Mai 1899 der erste Spatenstich gemacht werden; am 24. Juni desselben Jahres erfolgte die feierliche Grundsteinlegung durch den Regensburger Bischof Ignatius von Senestrey. Am 4. Oktober 1899 fand die Hebebaumfeier statt. Ein Jahr später war der Rohbau der Kirche fertiggestellt. Am 11. November 1900 nahm Pfarrer Söllner die Benediktion der neuen Kirche vor und das Simultaneum konnte feierlich aufgelöst werden. Nach der Vollendung des Hochaltars konsekrierte Bischof Ignatius von Senestrey die Kirche am 29. September 1901. Bis 1903 war die erste Gestaltung des Innenraumes abgeschlossen.
Schott wählte für St. Josef eine strenge, an romanischen Vorbildern orientierte Architektur. Der Außenbau ist mit seiner monumentalen Zweiturmfassade städtebaulich wirksam in die Straßenflucht gesetzt. Durch seine Vorlieben für Lisenen, Rundbogenfriese und Zwerggalerien zeigt er, dass er sich von den romanischen Kirchen Kölns beeinflussen ließ. Das betrifft den Grundriss mit dem langgestreckten Hauptchor, die beiden Nebenchöre und die ausladenden, apsidial gerundeten Querhausarme. Im Innern ist die dreischiffige Kirche zwar durchgehend gewölbt, aber sparsam strukturiert und erinnert an ähnlich zurückhaltende Innenräume wie die Abteikirche Maria Laach oder Kirchen der Hirsauer Reformbewegung. Ein „Hirsauer“ Motiv ist auch die Öffnung der Nebenchöre zum Hauptchor hin durch große Arkadenbögen. Dem Architekten dürfte ein großzügiger und weiter Raumeindruck vorgeschwebt haben.
Nach den Entwürfen Schotts wurden zwischen 1900 und 1903 auch der Hochaltar, die vier Seitenaltäre, die Kanzel und die Orgel angefertigt, so dass die stilistische Einheitlichkeit gewahrt blieb. Die Farbverglasungen, die 1900 geschaffen wurden, vervollständigen in ihrer spätromantischen Gestaltung die an Traditionen des frühen 19. Jahrhunderts anknüpfenden Vorstellungen des Architekten. 1901 füllte der Münchner Maler Franz Hofstötter die Hauptapsis mit Gemälden. Er malte in die Apsiswölbung eine monumentale Darstellung des Gnadenstuhls, zwischen die Apsisfenster Ganzfiguren der Apostel und darunter kleine Rechteckbilder mit Szenen aus dem Alten Testament.

### Umgestaltung im Jugendstil
Nachdem die Bemalung der Hauptapsis sowohl den Künstler wie auch die Pfarrgemeinde nicht zufriedengestellt hatte, schlug Franz Hofstötter eine grundlegende Umgestaltung vor. 1905 lieferte er Entwurfzeichnungen für die Neugestaltung der Kirche. Um den Stilwandlungen der Zeit zu folgen, hatte sich der Maler dem Jugendstil zugewandt. Die Entwürfe sahen auch die Ausstattung des Presbyteriums und des Querhauses einschließlich Vierungsgewölbe vor. 

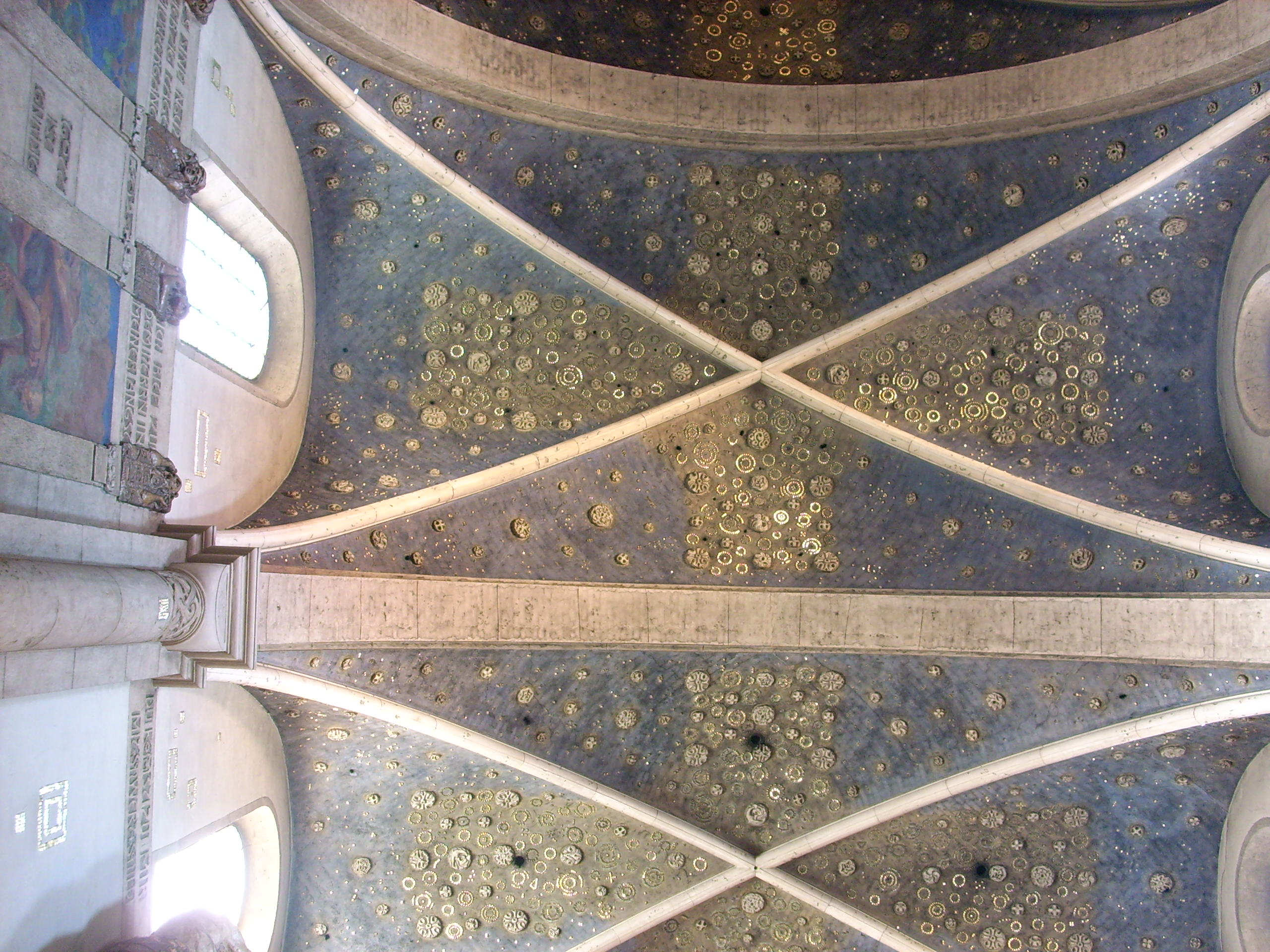
Reich verziertes Deckengewölbe

Zuerst gestaltete Hofstötter die Hauptapsis um, und zwar so gründlich, dass von der ursprünglichen Ausmalung so gut wie nichts mehr zu sehen ist. Die drei farbigen Apsisfenster von der Münchner Firma Franz Xaver Zettler wurden entfernt. Hofstötter vermauerte das Mittelfenster und schuf eine Figur des Kirchenpatrons St. Josef. Die beiden anderen Fenster wurden verkürzt und begradigt; sie erhielten 1907 neue Glasgemälde der Heiligen Sebastian und Michael. Durch die Verkürzung der beiden Fenster konnte der Künstler die Apsiswölbung tiefer setzen. Der Künstler formte das golden flammende Kreuz Christi, den Thron Gottvaters und sämtliche Nimben plastisch aus Stuck und gestaltete die nicht bemalten Wandteile neu aus Marmorplatten, Mosaiken und Stuckreliefs. Im Anschluss daran nahm er die Ausstattung des Presbyteriums und des Querhauses vor. Die tragenden Teile der Architektur überzog er mit einer dicken, grobkörnigen Putzschicht, der er durch geschickte Bearbeitung das Aussehen gemauerter Quader aus Tuffstein verlieh. Oft prägte er in den noch feuchten Putz Relieffelder ein, die auf goldenen Hintergrund bizarre Ornamentformen, Pflanzen, Tiere, Fabelwesen oder zu benachbarten gehörende Symbole zeigen. In den Querhausapsiden sind die Wände ähnlich der Hauptapsis mit Platten aus poliertem Kiefersfelder Marmor verkleidet. Die Gewölbefelder der Decke erhielten eine ungewöhnliche Dekoration aus zahlreichen, verschieden geformten Stuckrosetten, die durch Bemalung und goldene Mosaikeinlagen den blaugrauen Grund geheimnisvoll beleben. 1910 bekam Hofstötter mehrere kirchliche Aufträge, so dass er die Kirche nur zur Hälfte ausstatten konnte. Erst 1914 vollendete Wilhelm Vierling die Entwürfe von Hofstötter.

## Baubeschreibung

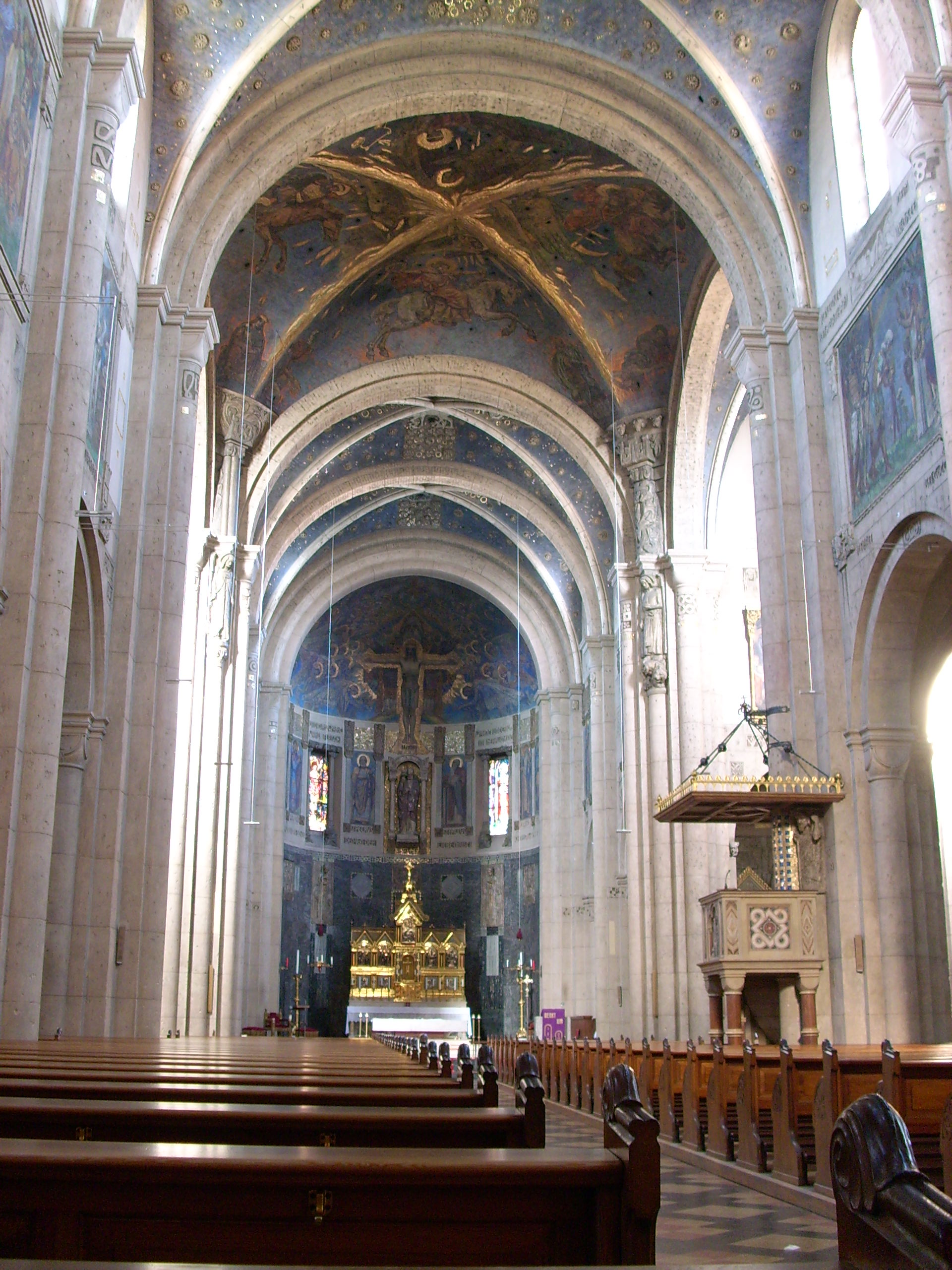
Blick zum Chor

### Maße
Die Maße der Kirche betragen: Länge 64 Meter, Breite 25 Meter, Breite des Querhauses 35 Meter, Höhe des Mittelschiffs innen 18 Meter, Höhe der Türme 63 und 64 Meter.

### Der Außenbau
Die Stadtpfarrkirche St. Josef ist eine dreischiffige Kirche mit zwei mächtigen eingebunden Fronttürmen. Das zwischen Langhaus und Chor eingeschobene Querhaus schließt beidseitig mit einer halbkreisförmigen Apsis. Dem fünfjochigen Langhaus steht der zweijochige Hauptchor mit halbkreisförmigen Schluss gegenüber. Aus städtebaulichen Gründen ist die Kirche nach Norden orientiert. Den Außenbau gliedern aufgeblendete Rundbogenarkaden sowie Lisenen, die durch Rundbogenfriese miteinander verbunden sind. Die Apsiden im Nordchor und Querhaus besitzen Zwerggalerien. Die viergeschossigen, reich gegliederten Türme enden im Dreiecksgiebeln, über denen sich die spitzen Turmhelme erheben.

### Der Innenraum
Der Innenraum der Kirche wird geprägt von den beiden Reihen halbrunder Arkadenbögen zwischen Mittelschiff und Seitenschiffen. Von Halbsäulen mit schlichten Würfelkapitellen werden die gestuften Scheidbögen getragen. Das Kreuzrippengewölbe des Mittelschiffs ruhen ebenfalls auf Halbsäulen. Im Mittelschiff sind die Wandflächen zwischen Arkadenbögen und Obergadenfenstern ungegliedert, so dass Wandgemälde eingesetzt werden konnten. 

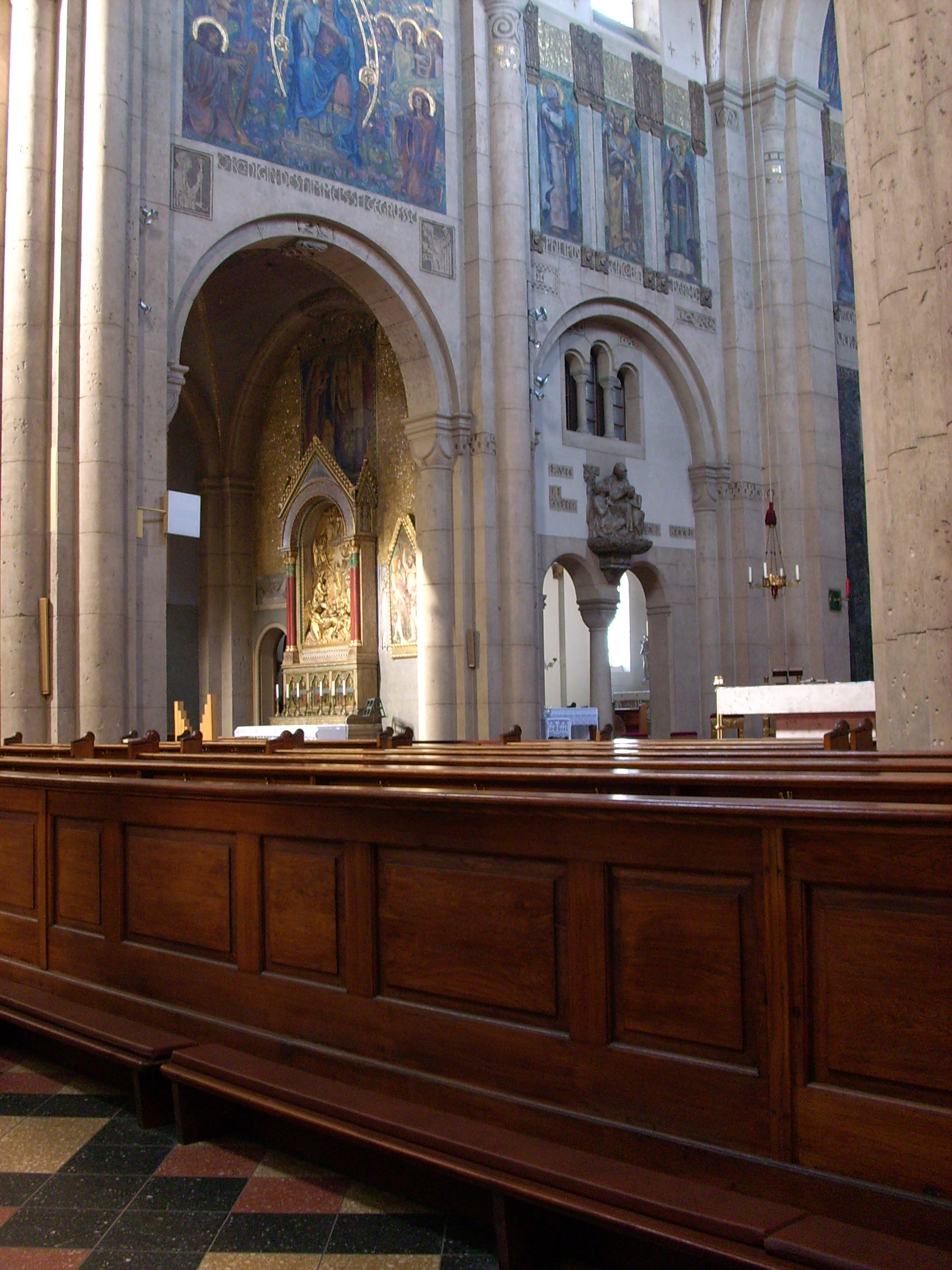
Blick zum linken Seitenaltar und Chorraum

#### Hauptchor
Johann Baptist Schott lieferte die Entwürfe für den Hochaltar, den der Münchner Goldschmied Rudolf Harrach 1900/01 ausgeführt hat. Über einem Unterbau aus Kiefersfelder Marmor erhebt sich der Retabelaufsatz aus vergoldetem Kupfer, der in Form eines mittelalterlichen Reliquienschreins gestaltet ist und in der Mitte von einem Tabernakelturm überragt wird. Die Predella verzieren vier Mosaikbilder mit den Evangelistensymbolen. Darüber sind Reliefbilder angebracht, die von roten Mosaiksäulen getragen werden. Auf den Reliefbildern sind dargestellt die Verkündigung Mariens, die Heimsuchung Mariens, die Geburt Christi, die Darbringung im Tempel sowie die Auffindung im Tempel.
Auf der mit Marmorplatten verzierten Apsiswand hinter dem Hochaltar sind zwei verehrende Engel. Der eine hält eine Opferschale, der andere den Siegeskranz des ewigen Lebens in der Hand. Seitlich der Josefsfigur und den Apsisfenstern sind die monumentalen Wandgemälde der zwölf Apostel, die noch in das erste Joch vor der Apsis hineinreichen, angebracht. Unter den Aposteln ist die

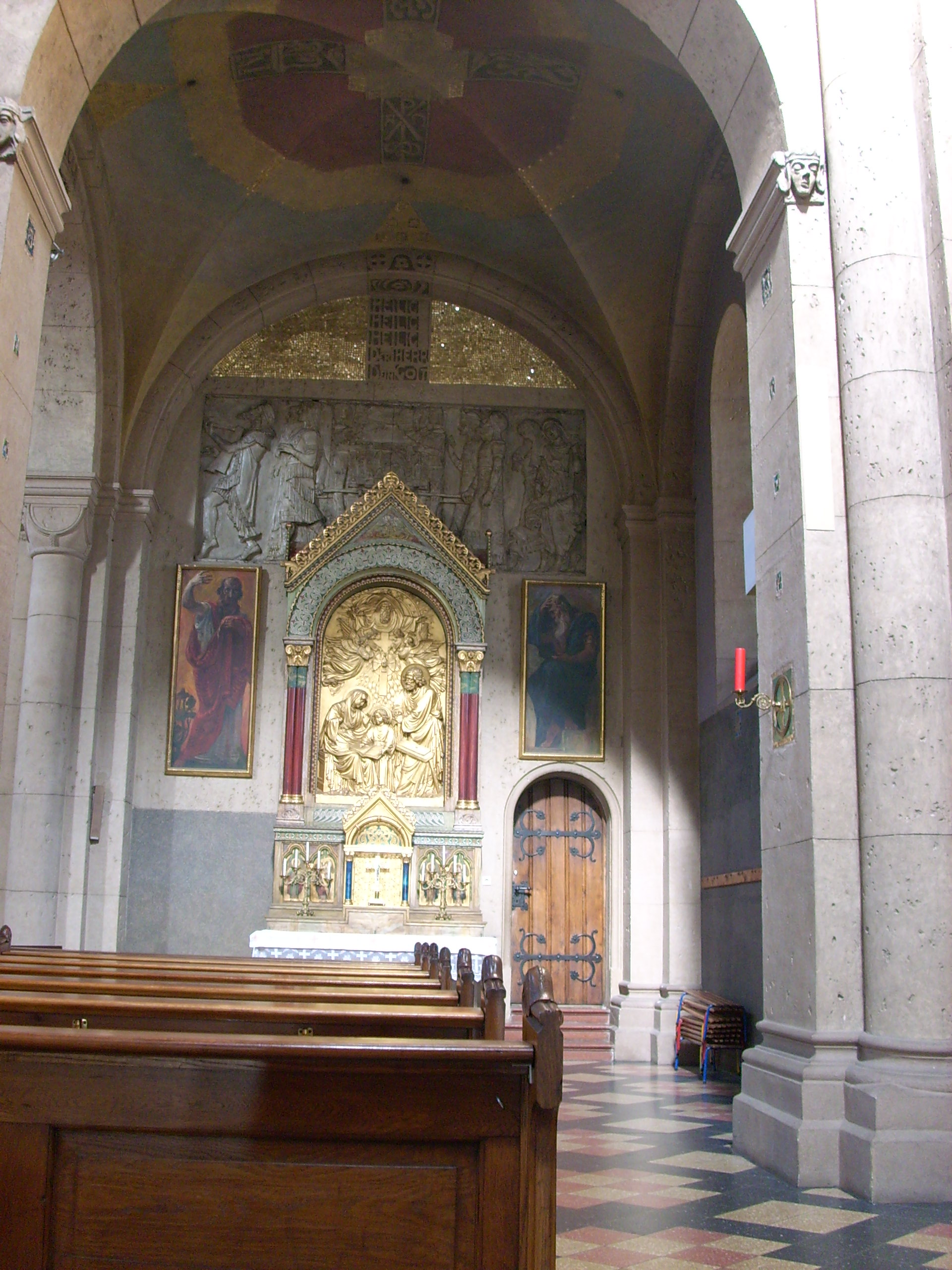
Blick zum rechten Seitenaltar

Inschrift „Wer also wird uns scheiden von der Liebe Christi, Trübsal oder Bedrängnis?“ angebracht und über die beiden Apsisfenstern steht „Und das Wort ist Fleisch geworden – wohnt unter uns in Herrlichkeit“. In der Apsiswölbung ist die Dreifaltigkeit Gottes monumental dargestellt. Gottvater thront auf einen edelsteinbesetzten Thron und vor ihm schwebt Christus am Kreuz, wobei die Kreuzbalken aus goldenen Flammenzungen gebildet sind und Christus nicht als Leidender, sondern als König dargestellt ist. Mit der Taube des Hl. Geistes verbinden sich die drei göttlichen Personen zu dem sog. Gnadenstuhl.

#### Nebenchöre
Die in den Nebenchören befindlichen Seitenaltäre gehören noch zur neuromanischen Ausstattungsphase. Die Entwürfe dieser 1901/03 ausgeführten Altäre stammten von dem Architekten Johann B. Schott, während die Figuren der Münchner Bildhauer Johann Huber schnitzte. Der westliche Seitenaltar ist dem Hl. Michael gewidmet. Im Altarrelief ist oben Gottvater, links Christus, aus dessen Seitenwunde Blut strömt, das von einem Engel aufgehalten wird, und rechts Maria als Fürsprecherin dargestellt. Darunter schwebt der hl. Erzengel Michael als Beschützer der Engel, welche die im Fegfeuer harrenden Armen Seelen herausgeleiten. Im östlichen Seitenaltar ist die Hl. Familie dargestellt.

#### Querhaus

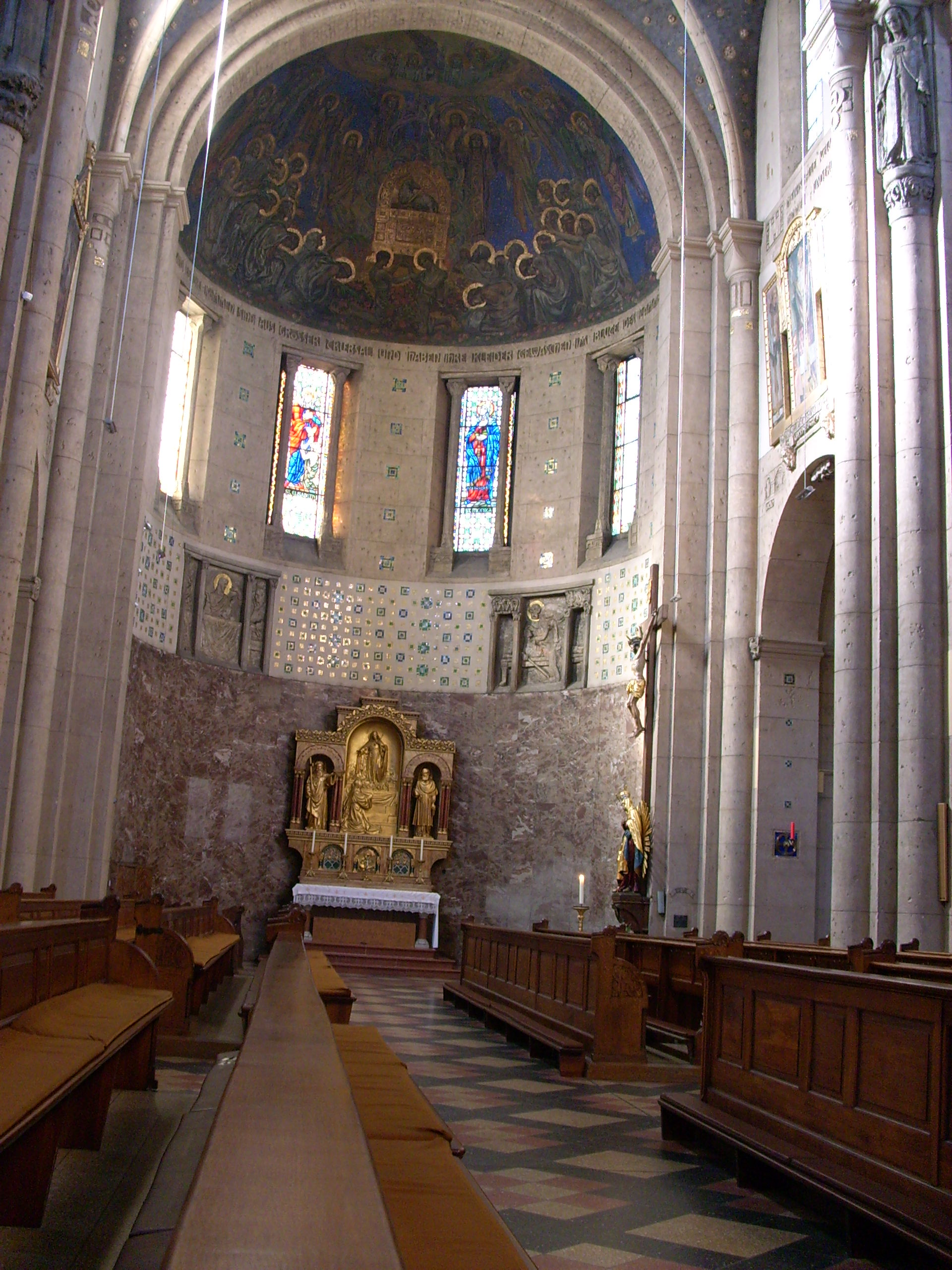
Blick zum westlichen Seitenaltar

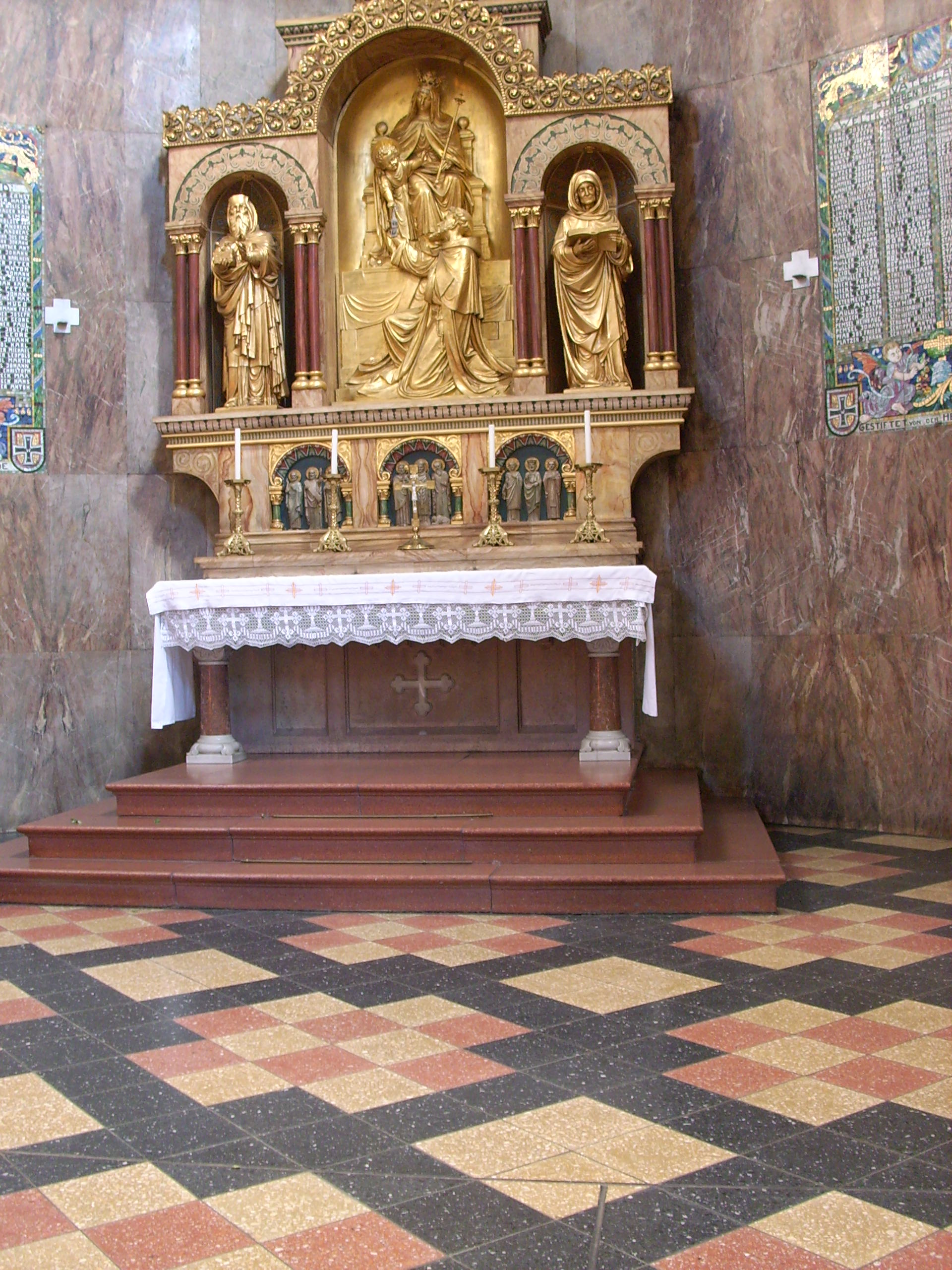
Blick zum östlichen Seitenaltar

Wie die Seitenaltäre hat Johann B. Schott auch die Altäre im Querhaus 1901/1903 entworfen, die Bildhauerarbeiten von Johann Huber ausgeführt. Im westlichen Altar ist im Relief die Herz-Jesu-Vision der hl. Margarete Alacoque, die links unten kniet, dargestellt. In den seitlichen Nischen des Altars stehen links der hl. Franz v. Sales und rechts der hl. Bernhard v. Clairvaux. In der Apsiswand sind zwei Stuckreliefs „Jesus heilt einen Lahmen“ und „Jesus speist mit den Zöllnern“ angebracht. Im Apsisgewölbe ist die Verherrlichung des Lammes aus der Offenbarung des Johannes dargestellt. Vor dem Altar ist die Grabstätte des Erbauers der Kirche Stadtpfarrer Max Söllner. Rechts davon ist am Wandpfeiler vor der Apsisrundung eine hölzerne, farbig gefasste Kreuzgruppe aufgestellt, die als einziger Bestandteil der Kirchenausstattung aus der alten Simultankirche übernommen worden ist. Der gekreuzigte Christus stammt aus der 2. Hälfte des 17. Jahrhunderts und die Schmerzhafte Muttergottes (um 1770/75) gehört zu den qualitätvollsten Rokoko-Bildwerken der Oberpfalz.
Der östliche Altar zeigt die Muttergottes mit Kind, die dem hl. Simon Stock das Skapulier überreicht. Das Relief wird von den hll. Anna und Joachim flankiert. In der Apsiswand sind vier Reliefs mit allegorischen Darstellungen der vier Kardinalstugenden angebracht: Klugheit (Frau mit Schlange), Mäßigkeit (das gebändige Feuer), Gerechtigkeit (Abwägen der zwei Schalen), Stärke (gepanzerter Krieger mit Schwert). Darunter sind zu beiden Seiten des Altars Bronzeplatten mit den Namen der Gefallenen der beiden Weltkriege angebracht. Im Apsisgewölbe sind die um des Lammes willen Getöteten dargestellt. 

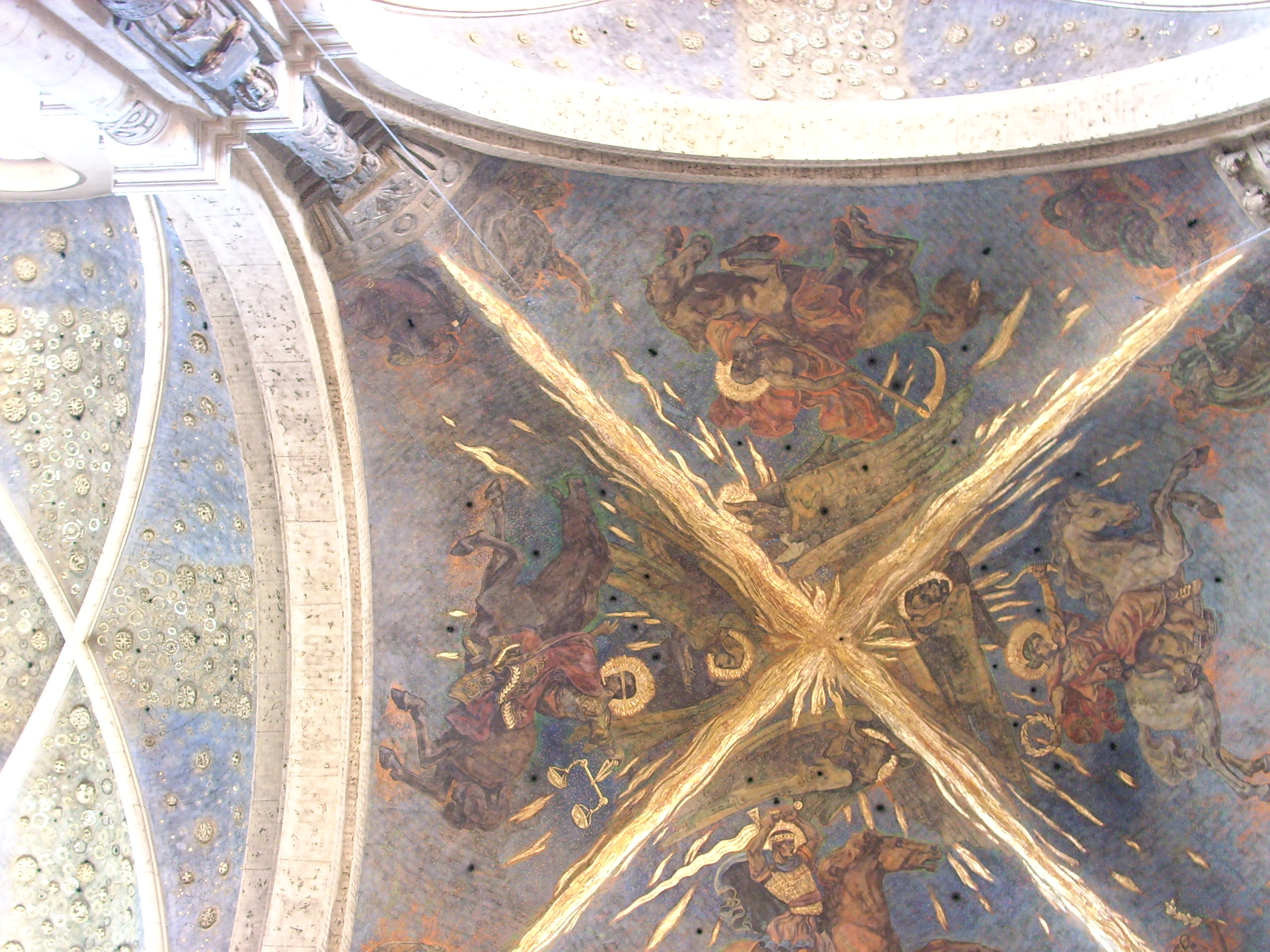
Blick zum Vierungsgewölbe

Im Vierungsgewölbe hat der Maler in die Mitte die vier apokalyptischen Wesen Adler, Löwe, Stier und Mensch, die auch die Symbole der vier Evangelisten sind und die je sechs Flügel haben, gemalt. Unter ihnen erscheint in dem viergeteilten Kreuzgratgewölbe je einer der apokalyptischen Reiter: der Reiter mit Bogen und Kranz als Zeichen des Sieges auf dem weißen Pferd; der Reiter mit Schwert auf dem roten Pferd, der den Frieden von der Erde nimmt, damit sich die Menschen hinschlachten; der Reiter auf dem Pferd mit der Waage, mit der er den Hungernden ihre Ration zuteilt; als letzter Reiter schließlich auf einem fahlen Pferd der Tod, der sensenschwingend über die Menschen hinwegbraust (Offb. 6, 2–8). Entlang des Kreuzgraten fahren goldene Strahlenbüschel herab, dazwischen fallen die Sterne als goldene Feuerzungen auf die Erde.

### Mittelschiff
Im Mittelschiff befindet sich auf der rechten Seite die Kanzel, die 1900/01 nach dem Entwurf von Johannes B. Schott gefertigt wurde. Hofstötter verkleidete das Pfeilerstück zwischen Kanzelkorb und Schalldeckel mit Mosaik und brachte zu beiden Seiten die Stuckfiguren des Propheten Daniel und des Hl. Johannes des Täufers an, die den Schalldeckel zu tragen scheinen.
Über den Scheiteln der Arkadenbögen sind Szenen aus dem Alten Testament gemalt.
Auf der rechten (östlichen) Mittelschiffwand:
- Judith mit dem Haupt des Holofernes
- Mose mit der Schlange
- Josef wird von seinen Brüdern verkauft
- Abraham und Melchisedech

Auf der linken (westlichen) Mittelschiffwand:
- Der Prophet Jonas
- David und Goliath
- Der Durchzug durch das Rote Meer
- Opferung Isaaks

An den Mittelschiffwänden über der Orgelempore erscheint an der Westseite eine Büste des hl. Papst Gregor des Großen und an der Ostseite die Büste der hl. Cäcilia, der Patronin der Kirchenmusik. In der Mitte der Orgelempore steht ein Engel, der mit erhobenen Händen ein Lesepult stützt. Auf den Orgelprospekt setzte Hofstötter vier überschlank geformte musizierende Engel, die durch ihre bizarren Silhouetten das Aussehen der Orgel auffallend verfremden.

## Orgel

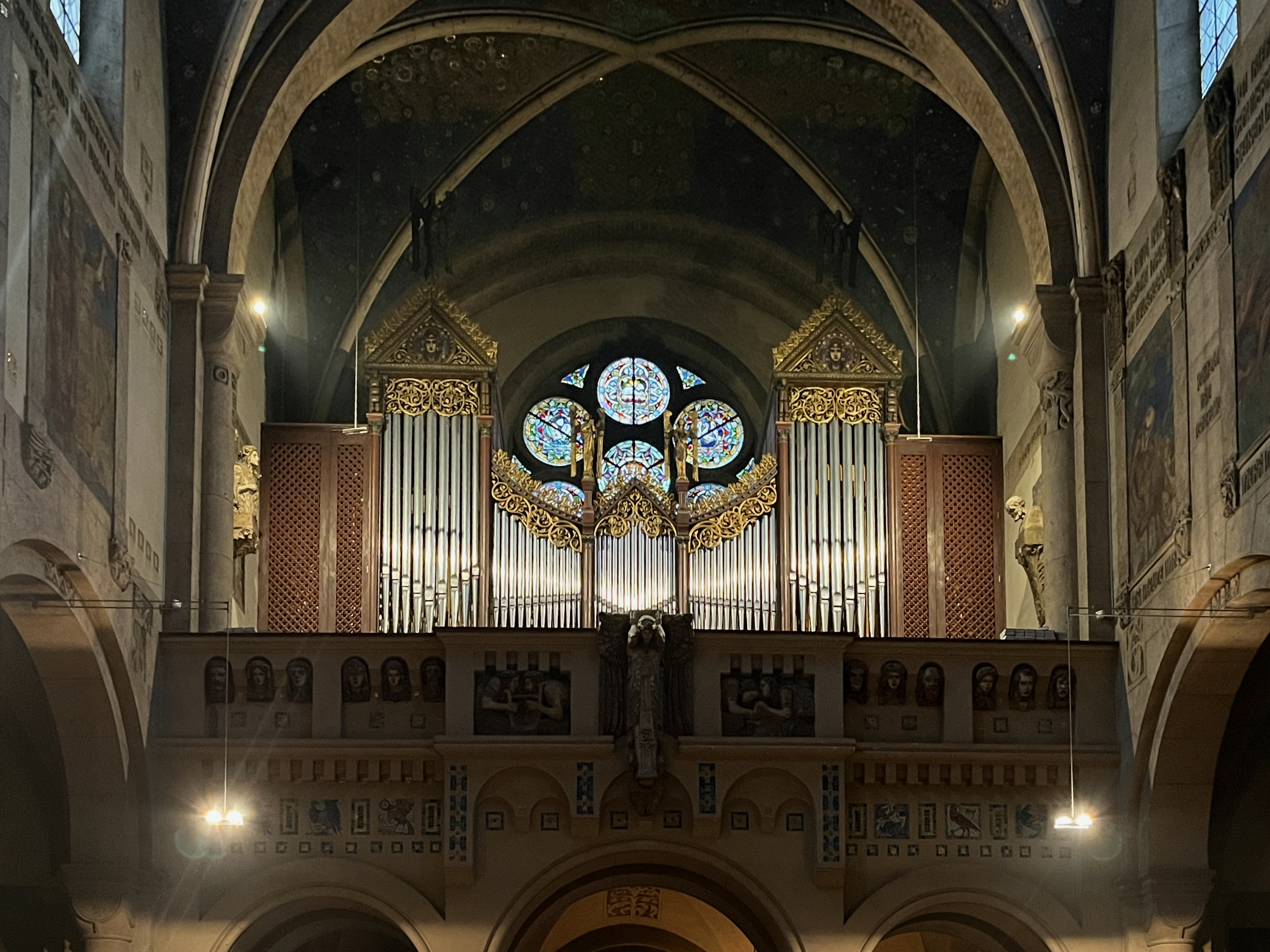
Blick zur Orgelempore

Die Orgel wurde 1983 von der Orgelbaufirma Eisenbarth erbaut. Das Orgelgehäuse wurde 1901 von dem Architekten der Kirche Johann B. Schott entworfen; es beherbergte ursprünglich eine zweimanualige Orgel der Firma Maerz aus dem Jahr 1902, welche 1934 durch die Orgelbaufirma Steinmeyer grundlegend umgebaut und erweitert wurde, und 1983 schließlich durch einen Neubau ersetzt wurde. Die Orgel hat 52 Register auf drei Manualwerken und Pedal. Die Spieltraktur ist mechanisch, die Registertraktur elektrisch. 2010 wurde die Orgel durch Thomas Jann Orgelbau generalüberholt und durch die Firma Banzhaf neuintoniert. 2021 wurden alle Bälge neu beledert und es folgte eine Generalstimmung.
| I Hauptwerk C–a3 |                  |        |
| 1.               | Prinzipal        | 16′    |
| 2.               | Praestant        | 08′    |
| 3.               | Flúte harmonique | 08′    |
| 4.               | Viola da Gamba   | 08′    |
| 5.               | Oktave           | 04′    |
| 6.               | Rohrflöte        | 04′    |
| 7.               | Quinte           | 02 ⁄3′ |
| 8.               | Oktave           | 02′    |
| 9.               | Kornett V        | 08′    |
| 10.              | Mixtur VI        | 02′    |
| 11.              | Cimbel IV        | 01′    |
| 12.              | Trompete         | 16′    |
| 13.              | Trompete         | 08′    |

| II Brustwerk C–a3 |                 |        |
| 14.               | Copula          | 08′    |
| 15.               | Quintade        | 08′    |
| 16.               | Prinzipal       | 04′    |
| 17.               | Holzblockflöte  | 04′    |
| 18.               | Waldflöte       | 02′    |
| 19.               | Sesquialtera II | 02 ⁄3′ |
| 20.               | Quinte          | 01 ⁄3′ |
| 21.               | Scharff IV      | 01⁄2′  |
| 22.               | Tromboncini     | 16′    |
| 23.               | Cromorne        | 08′    |
| 24.               | Musette         | 04′    |
|                   | Tremulant       |        |

| III Schwellwerk C–a3 |                  |         |
| 25.                  | Gemshorn         | 16′     |
| 26.                  | Prinzipal        | 08′     |
| 27.                  | Nachthorn        | 08′     |
| 28.                  | Salizional       | 08′     |
| 29.                  | Viola celeste    | 08′     |
| 30.                  | Fugara           | 04′     |
| 31.                  | Koppelflöte      | 04′     |
| 32.                  | Nasad            | 02 ⁄3′  |
| 33.                  | Tierce           | 01 3⁄5′ |
| 34.                  | Dolkan           | 02′     |
| 35.                  | Piccolo          | 01′     |
| 36.                  | Fourniture VI    | 01 ⁄3′  |
| 37.                  | Basson           | 16′     |
| 38.                  | Hautbois         | 08′     |
| 39.                  | Clairon          | 04′     |
|                      | Tremulant        |         |
|                      | nicht schwellbar |         |
| 40.                  | Celesta (C-c3)   | 08′     |

| Pedalwerk C–f1 |                 |         |
| 41.            | Untersatz       | 32′     |
| 42.            | Prinzipalbaß    | 16′     |
| 43.            | Subbaß          | 16′     |
| 44.            | Oktavbass       | 08′     |
| 45.            | Spitzflöte      | 08′     |
| 46.            | Choralbass      | 04′     |
| 47.            | Rohrpfeife      | 02′     |
| 48.            | Baßzink IV      | 05 1⁄3′ |
| 49.            | Rauschpfeife IV | 02 ⁄3′  |
| 50.            | Posaune         | 16′     |
| 51.            | Bombarde        | 08′     |
| 52.            | Corno           | 04′     |

- Koppeln: II/I, III/I, III/II, I/P, II/P, III/P

## Glocken
In den beiden Türmen von St. Josef befinden sich sechs Bronzeglocken. Sie erklingen in der Tonfolge As° B° C′ es′ f′ as′. Die Glocken 1 (As°) und 3–6 (c′ es′ f′ as′) wurden 1949 von der Glockengießerei Otto in Bremen-Hemelingen gegossen. Glocke 2 (B°) stammt noch aus dem Vorgängergeläut und wurde bereits im Jahr 1900 von der Glockengießerei Gugg gegossen. Die vier kleineren Glocken hängen im Ost-Turm, die beiden Großen im West-Turm.
Das Geläut von St. Josef ist (nach den Glocken des Regensburger Doms) das zweittontiefste Geläut der Oberpfalz.

## Taufkapelle
An das westliche Turmjoch schließt sich die Taufkapelle an, deren Wände mit Mosaiken verkleidet sind. Die gesamte Ausschmückung schuf Wilhelm Vierling im Jahr 1912. Zwei Engel und die Taube des Hl. Geistes erscheinen inmitten reicher Ornamentformen, wobei tiefe, leuchtende Blau- und Grüntöne zusammen mit Gold die kostbare Farbigkeit bestimmen. In der Weihnachtszeit befindet sich hier eine große Krippe, die viele Gläubige anzieht.